# Tōmei Otoko to Ningen Onna: Sonouchi Fūfu ni Naru Futari
Tōmei Otoko to Ningen Onna: Sonouchi Fūfu ni Naru Futari (透明男と人間女～そのうち夫婦になるふたり～?) es una serie de manga japonesa escrita e ilustrada por Iwatobineko. La serie comenzó originalmente como un webcomic publicado en la cuenta de Twitter del autor en marzo de 2021. Luego fue adquirida por Futabasha, que comenzó a serializarla en el sitio web Pixiv Comic bajo su marca Web Action en septiembre de ese año. Está previsto que se estrene una adaptación televisiva de anime en 2026.

## Personajes
Shizuka Yakou (夜香しずか Yakō Shizuka?)
 Seiyū: Hina Yōmiya (vomic), Yuka Nukui (anime)
Akira Tounome (透乃眼あきら Tōnome Akira?)
 Seiyū: Yūichirō Umehara (vomic), Yōhei Azakami (anime)

## Contenido de la obra

### Manga
Tōmei Otoko to Ningen Onna: Sonouchi Fūfu ni Naru Futari está escrita e ilustrada por Iwatobineko y comenzó como un webcomic publicado en la cuenta de Twitter del autor el 1 de marzo de 2021. Luego fue adquirido por Futabasha, que comenzó a serializarlo en el sitio web Pixiv Comic bajo su marca Web Action el 4 de septiembre de 2021. Futabasha comenzó a lanzarlo en volúmenes de banda ancha el 28 de noviembre de 2021. Se han lanzado cinco volúmenes al 29 de marzo de 2024.
Durante su panel en la Anime Expo 2022, Seven Seas Entertainment anunció que había obtenido la licencia de la serie para su publicación en inglés a partir de febrero de 2023.
| Volúmenes de manga publicados | Volúmenes de manga publicados | Volúmenes de manga publicados |
| Número                        | Fecha de lanzamiento          | ISBN                          |
| ----------------------------- | ----------------------------- | ----------------------------- |
| 1                             | 28 de noviembre de 2021       | ISBN 978-4-575-44010-2        |
| 2                             | 28 de septiembre de 2022      | ISBN 978-4-575-44028-7        |
| 3                             | 30 de marzo de 2023           | ISBN 978-4-575-44035-5        |
| 4                             | 29 de septiembre de 2023      | ISBN 978-4-575-44044-7        |
| 5                             | 29 de marzo de 2024           | ISBN 978-4-575-44052-2        |
| 6                             | 29 de noviembre de 2024       | ISBN 978-4-575-44069-0        |

### Anime
Se anunció una adaptación televisiva de la serie de anime el 27 de noviembre de 2024. Es producida por Project No.9 y dirigida y escrita por Mitsuho Seta, con diseño de personajes de Kairi Unabara y música de Ruka Kawada. La serie estaba inicialmente programada para 2025, pero posteriormente se retrasó. Su estreno está previsto para 2026. Crunchyroll obtuvo la licencia de la serie en América del Norte, América Central, América del Sur, Europa, África, Oceanía, Oriente Medio, CEI y subcontinente indio.

### Otros medios
En conmemoración del lanzamiento de su cuarto volumen el 29 de septiembre de 2023, se lanzó una adaptación del cómic con voces en el canal de YouTube de Futabasha ese mismo día. Contó con las actuaciones de voz de Yūichirō Umehara y Hina Yōmiya.